# Muro canalón

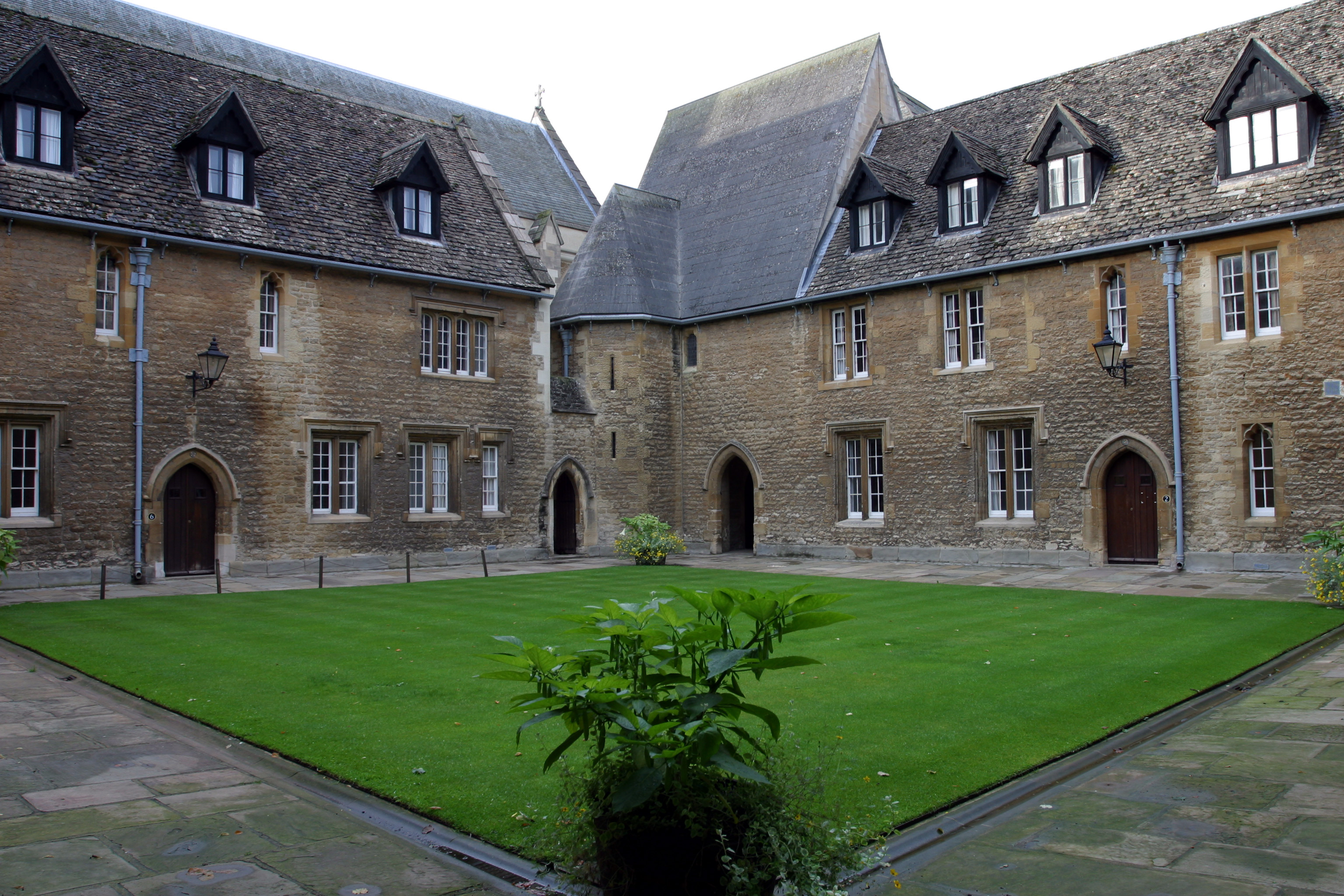
Muros canalón en Merton College, Oxford.

Un muro canalón, en arquitectura, es un muro frontal rematado por la vertiente del tejado que lleva el canalón, que conduce el agua de lluvia. El agua, en ocasiones, puede recogerse en un depósito que se dispone en la parte trasera del edificio. Se denomina así en oposición al muro piñón.
Los muros canalón desempeñan un papel importante no sólo en el soporte estructural del edificio, sino también en la gestión del agua de lluvia. Al unir los hastiales, estos muros contribuyen a la estabilidad del edificio y facilitan el flujo del agua hacia los sistemas de drenaje, preservando así la integridad de las fachadas.
El término arquitectónico se remonta al siglo XIV. En arquitectura medieval, suele designar los muros de la nave superior.